# PKP-Baureihe EW58
Die PKP-Baureihe EW58 waren dreiteilige elektrische Triebzüge der Polnischen Staatsbahnen (PKP). Sie waren ursprünglich für die Modernisierung des Nahverkehrs in den Ballungsräumen Warschau, Oberschlesien und Gdynia gedacht, wurden aber ausschließlich im Danziger S-Bahn-Verkehr verwendet.
Hier wurden die Fahrzeuge bis 2011 eingesetzt. Danach wurden sie ausgemustert und verschrottet. Über die Erhaltung eines Triebwagenzuges laufen Diskussionen.

## Geschichte
Die Fahrzeuge entstanden, weil zu den seit zehn Jahren in Betrieb befindlichen Triebzüge der Reihe EN57 eine stärkere Version für den Vorortverkehr in Warschau, Oberschlesien und Gdynia gesucht wurde. Dieser 1973 entworfene Triebzug bestand aus zwei Antriebseinheiten und einem dazwischen laufenden antriebslosen Mittelwagen. 1974 wurde von Pafawag ein erster Prototyp gefertigt, dem bald darauf zwei weitere Einheiten folgten. Nach erfolgten Testfahrten wurden von Pafawag bis 1980 25 Wagen gefertigt, die die Bezeichnungen EW58-001–028 erhielten.
In der Praxis wurde der Energieverbrauch der pro Drehgestell in Reihenschaltung angeordneten Fahrmotoren bemängelt wie auch die Anzahl der Türen kritisiert wurde. Da Folgeaufträge für die Vorortverkehre in Warschau und Oberschlesien ausblieben, wurde die Baureihe EW58 zur Splittergattung, bei der relativ schnell erste Ausmusterungen folgten. 1999 waren nur noch zehn Einheiten vorhanden, 2004 waren es noch sieben. 2011 wurden die letzten Triebzug abgestellt.
2011 entstand ein Projekt, aus vier Triebzügen drei vierteilige Einheiten mit zwei angetriebenen Endwagen und zwei antriebslosen Mittelwagen umzubauen, außerdem sollten mehrere EN57 und EN71 modernisiert werden. Aus Kostengründen wurde dieses Projekt nicht umgesetzt.
Die Reste der ausgemusterten Fahrzeuge standen noch bis 2017 in Gdynia und wurden nach und nach verschrottet. Ein Fahrzeug sollte als Museumswagen aufbewahrt werden, worüber keine genauen Informationen vorliegen. Das Führerhaus des EW58 019 wurde 2017 am Bahnhof Gdynia Postojowa als Denkmal auf einen Gleisstück aufgestellt.

## Technische Beschreibung
Die kantigen Triebzüge waren die ersten polnischen Fahrzeuge mit der Anordnung Motorwagen – Mittelwagen – Motorwagen. Verbunden waren die sie über eine Kurzkupplung. Dies ermöglichte den Übergang der Fahrgäste von einem Wagen zum anderen. An den Stirnseiten der Fahrzeuge waren Scharfenbergkupplungen vorhanden. Meist wurden Doppeleinheiten eingesetzt. Über eine Vielfachsteuerung konnten drei Einheiten von einem Führerstand gefahren werden, wobei auch ein EN57 darunter sein konnte.
Die Wagenkästen bestanden aus gewalzten Profilen in Spantenbauart, die mit Blechen beplankt waren. Die selbsttragende Konstruktion besaß Einstiege mit auf hohe Bahnsteigkanten ausgelegten Schiebetüren, die pneumatisch bedient wurden. Zwischen den Wagen waren Doppelschiebetüren vorhanden. Fahrgasträume und Einstiegsräume waren durch Trennwände abgeteilt, die bis zu der Oberkante der Sitze langten.
Der Großteil der elektrischen Ausrüstung der Gleichstromfahrzeuge war auf den Dächern angeordnet. Zwei Stromabnehmer waren auf dem Mittelwagen platziert. Die acht Fahrmotoren in den Endwagen waren pro Drehgestell ständig in Reihe geschaltet. Ein Triebkopf des EW58 018 hat versuchsweise eine Thyristorsteuerung erhalten, damit sollte eine Steuerung für den EW60 getestet werden. Die mit Widerstandssteuerung ausgerüsteten Fahrzeuge besaßen eine Indirekte Bremse von Oerlikon, die elektropneumatisch angesteuert wurde sowie eine Widerstandsbremse, die im Geschwindigkeitsbereich über 100 km/h eingesetzt wurde.